# Biker Mice from Mars (videogioco 1994)
Biker Mice from Mars è un simulatore di guida, sviluppato e pubblicato da Konami per la console Super Nintendo Entertainment System.
Il gioco è tratto dalla serie animata Biker Mice da Marte creata da Rick Ungar, che narra delle avventure di tre topi motociclisti antropomorfi marziani giunti sulla Terra.
L'unica caratteristica che lo accomuna alla serie sono però i personaggi e le ambientazioni, in quanto il gioco si tratta semplicemente di una serie di corse motoristiche. Il gioco è reso frizzante dalle armi e dalle scorrettezze che possono essere utilizzate durante le varie corse per intralciare gli avversari e cercare di avvantaggiarsi. Ciascuno dei sei personaggi che possono essere selezionati dal giocatore presentano inoltre diverse caratteristiche che li rende diversi l'uno dall'altro alla guida (dal picco massimo di velocità, al diverso modo di sterzare, all'accelerazione, alle armi personalizzate).

## Modalità di gioco
In partenza ogni vettura è dotata della possibilità di utilizzare la propria arma speciale solo 3 volte ogni giro. Effettuando le opportune migliorie nell'arco dell'intero campionato, tale possibilità può essere addirittura quadruplicata. Nel corso del primo giro comunque, nessuna vettura può utilizzare la propria arma speciale.
Anche le vite possono essere incrementate. In partenza sono 3 anch'esse. Con la perdita di tutte le vite la vettura esplode e rimane immobile per qualche secondo, causando un'ingente perdita di tempo. Nella modalità Battle Race, l'esplosione provoca l'immediata esclusione della vettura dalla gara in corso.
A seguito del completamento di ogni giro, parte una sorta di slot machine che il giocatore deve fermare a proprio piacimento semplicemente premendo il tasto rosso, evitando però di perdere il controllo della propria vettura che continua ovviamente la propria corsa. Una volta fermata la slot machine, viene illustrata l'immagine del bonus ottenuto che può essere uno dei seguenti elementi:

## Orologio
Quando appare l'immagine dell'orologio, il giocatore, con la semplice pressione del tasto rosso, ha la facoltà di fermare il tempo per qualche secondo. In questo modo tutte le altre vetture vengono improvvisamente immobilizzate, senza alcuna decelerazione, mentre il giocatore che ha conquistato tale bonus può avanzare indisturbato e quindi guadagnare posizioni. Quando l'effetto si esaurisce, le altre vetture riprendono la loro corsa alla stessa velocità che avevano prima. Questo bonus è conquistato soprattutto dai giocatori che si trovano nelle ultime posizioni, e mai dal primo della corsa.

## Terremoto
Ha una funzione analoga a quella dell'orologio ma con diverse peculiarità. Crea un vero e proprio terremoto lungo tutta l'area del tracciato, che ha la facoltà di rallentare nettamente la velocità degli avversari (chi usufruisce di tale bonus non subisce alcuna conseguenza, se non una visione tremolante dell'immagine). Se essi si trovano su una salita, il terremoto causa la loro ricaduta all'indietro, per cui in questi casi l'effetto risulta più decisivo rispetto all'orologio. Quando l'effetto svanisce, le altre vetture devono riprendere velocità, e lo faranno in base alle loro capacità di accelerazione.

## Snickers
Snickers, un marchio di barrette energetiche, è lo sponsor del gioco. Quando appare questo bonus, la vettura che ne usufruisce vede aumentata la sua velocità e diviene invulnerabile ai colpi avversari, ed anzi, chiunque semplicemente tocchi la vettura che usufruisce dello Snickers vedrà la perdita di una vita, oltre a subire uno sbandamento nella sua direzione. Corrisponde più o meno alla stella di Super Mario Bros.

## Scatto
Lo scatto consiste semplicemente in un impulso che spinge la vettura che ne usufruisce, in avanti. È particolarmente consigliabile il suo utilizzo nel rettilineo finale, in quelle gare che risultano essere particolarmente combattute e in cui lo sprint finale risulti decisivo.

## Monete
Si tratta del bonus sicuramente meno divertente, ma comunque permette di aumentare il proprio budget di denaro, utile per effettuare le varie migliorie possibili alla propria vettura fra una gara e l'altra. Tali migliorie riguardano il motore, le ruote, la possibilità di incrementare le proprie vite e quella di ottenere più proiettili. È il bonus in assoluto più probabile per la vettura in testa alla corsa, e la meno probabile in assoluto per il veicolo in coda.